# 47038 Majoni
47038 Majoni è un asteroide della fascia principale. Scoperto nel 1998, presenta un'orbita caratterizzata da un semiasse maggiore pari a 2,7676798 UA e da un'eccentricità di 0,2533430, inclinata di 10,17369° rispetto all'eclittica. È dedicato a Vittore Majoni (1936-2002).